# Rejon Moskwa
Rejon Moskwa (kirg. Москва району; ros. Московский район) – rejon w Kirgistanie w obwodzie czujskim. W 2009 roku liczył 84 443 mieszkańców (z czego 46,1% stanowili Kirgizi, 23,3% – Rosjanie, 18,7% – Dunganie, 2,5% – Uzbecy, 1,5% – Ukraińcy, 1,4% – Kurdowie, 1,1% – Ujgurzy) i obejmował 20 749 gospodarstw domowych. Siedzibą administracyjną rejonu jest Biełowodskoje.